# هیلدا دولیتل
هیلدا دولیتل (به انگلیسی: Hilda Doolittle) با تخلص و نام هنریِ «اچ. دی.» (انگلیسی: H.D.؛ ۱۰ سپتامبر ۱۸۸۶ – ۲۷ سپتامبر ۱۹۶۱) یک شاعر، شرح‌حال‌نویس، مترجم و رمان‌نویس اهل ایالات متحده آمریکا بود.
از دلایل شهرت او، ارتباط و همکاری با حلقهٔ شاعران پیشرو در نهضت تصویرگرایی (ایماژیسم) همچون «ازرا پاوند» و «ریچارد آلدینگتون» در اوایل قرن بیستم میلادی بود.

## زندگی
هیلدا در سال ۱۸۸۶ در شهر بتلهم در آمریکا متولد شد و در سال ۱۹۱۱ به لندن مهاجرت کرد و در همین شهر بود که نقش محوری خود را در نهضت نوپای ادبی تصویرگرایی (ایماژیسم) ایفا نمود.
وی با زیگموند فروید نیز در دههٔ ۳۰ میلادی ارتباط نزدیک داشت و برای مدتی هم بیمار وی بود تا بتواند دلایل دوجنس‌گرایی خود را بهتر دریابد و آنرا ابراز دارد.
او در سال ۱۹۳۰ میلادی، در یک فیلم سینمایی نیز به نام «مرز» به کارگردانی «کنث مک‌فرسون» بازی کرد.
هیلدا دولیتل در سال ۱۹۶۱ و بر اثر سکته مغزی در شهر زوریخ درگذشت.